# Impuestos como robo

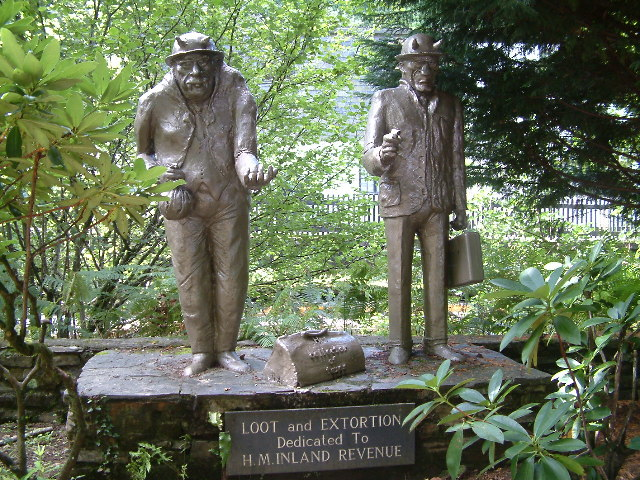
Botín y extorsión. Estatuas en Trago Mills (cerca de Liskeard, Cornwall), burlándose del servicio del Reino Unido Inland Revenue.

La posición de que los impuestos son robos y, por lo tanto, inmorales, es un punto de vista que se encuentra en varias filosofías de la Economía política. Marca una desviación significativa del conservadurismo y el liberalismo clásico. Esta posición a menudo es mantenida por anarcocapitalistas, objetivistas, la mayoría de los minarquistas, libertarios de derecha y voluntaristas.
Los defensores de esta posición ven los impuestos como una clara violación del principio de no agresión. Según esta opinión, el gobierno transgrede los derechos de propiedad al hacer cumplir la recaudación obligatoria de impuestos, independientemente de la cantidad que pueda ser. Algunos opositores a los impuestos, como Michael Huemer, argumentan que no puede ser legítima una transferencia de propiedad que se base en una amenaza de agresión por parte del poder del Estado.
Los defensores de los impuestos argumentan que las nociones de los derechos legales de propiedad privada y el robo están definidos por el marco legal del estado, y por lo tanto, los impuestos estatales no representan una violación de la ley de propiedad, a menos que el impuesto en sí sea ilegal. Algunos defensores de la llamada tributación, como Matt Bruenig, argumentan que la frase "los impuestos son robo" es petición de principio, ya que se basa en presuponer una teoría particular del derecho de propiedad.

## Historia
En el siglo V d. C., Agustín de Hipona, un defensor de los impuestos justos, describió a los reinos como ladrones, citando a Alejandro Magno enfrentándose a un argumento similar siete siglos antes:

Sin la justicia, ¿qué serían en realidad los reinos sino bandas de ladrones?, ¿y qué son las bandas de ladrones sino pequeños reinos? [...] Por ello, inteligente y veraz fue la respuesta dada a Alejandro Magno por un pirata que había caído en su poder, pues habiéndole preguntado el rey por qué infestaba el mar, con audaz libertad el pirata respondió: por el mismo motivo por el que tú infestas la tierra; pero ya que yo lo hago con un pequeño bajel me llaman ladrón, y a ti porque lo haces con formidables ejércitos, te llaman emperador.

En el siglo XVII, John Locke toma la posición en el Segundo Tratado de Gobierno de que la autoridad gubernamental surge del consentimiento de los gobernados, y no a través del nacimiento accidental de gobernantes. L.K. Samuels afirma en su "Paradoja de los gobernantes" que, dado que la ciudadanía es titular de todos los derechos, los organismos gubernamentales derivan su autoridad para gobernar la sociedad a través de las elecciones de los funcionarios del gobierno. En ese sentido, Samuels sostiene que los ciudadanos solo pueden otorgar los derechos que tienen. La paradoja de los gobernantes entra en juego cuando los organismos gubernamentales ejercen derechos que los ciudadanos no tienen o no pueden tener. Según Samuels: "Si los ciudadanos comunes pudieran asesinar, robar, encarcelar, torturar, secuestrar e interceptar sin incriminación, esa autoridad podría transferirse al gobierno por su arsenal democrático de armamento para la formulación de políticas". Los impuestos podrían verse como robos ya que, de acuerdo con la doctrina de los derechos naturales de Locke, la autoridad gubernamental debe obtener sus derechos de la ciudadanía.
Lysander Spooner, un abogado y filósofo político del siglo XIX, que había discutido ante la Corte Suprema, escribió el ensayo No Treason: The Constitution of No Authority. En él declaró que un supuesto contrato social no puede usarse para justificar acciones gubernamentales como los impuestos, porque el gobierno iniciará la fuerza contra cualquiera que no desee celebrar dicho contrato.

Ninguna asociación abierta, declarada o responsable, o cuerpo de hombres, puede decirle esto; porque no existe tal asociación o cuerpo de hombres en existencia. Si alguien debe afirmar que existe tal asociación, permítale demostrar, si puede, quién la compone. Deje que presente, si puede, cualquier contrato abierto, escrito u otro que sea auténtico, firmado o acordado por estos hombres; formando una asociación; darse a conocer como tal al mundo; designándolo como su agente; y haciéndose individualmente, o como asociación, responsables de sus actos, realizados por su autoridad. Hasta que se pueda demostrar todo esto, nadie puede decir que, en ningún sentido legítimo, existe tal asociación; o que él es su agente; o que alguna vez les prestó juramento; o alguna vez les prometió su fe.

El filósofo francés del siglo XIX Frédéric Bastiat describió los impuestos como un saqueo legal. Bastiat sostuvo que la única función legítima del estado era proteger la vida, la libertad y la propiedad del individuo.

Ahora, el saqueo legal puede ejercerse de infinitas maneras. De ahí viene una infinita multitud de planes para la organización; aranceles, protección, requisitos, propinas, estímulos, impuestos progresivos, educación pública gratuita, derecho al trabajo, derecho a ganancias, derecho a salarios, derecho a asistencia, derecho a instrumentos de trabajo, propina de crédito, etc., etc. son todos estos planes, puestos en conjunto, con lo que tienen en común, el saqueo legal, que toman el nombre de socialismo.

Murray Rothbard argumentó en La ética de la libertad en 1982 que los impuestos son robos y que la resistencia fiscal es legítima: "Así como nadie está obligado moralmente a responder a un ladrón con sinceridad cuando pregunta si hay objetos de valor en la casa, a nadie se le puede exigir moralmente que responda preguntas verdaderamente sinceras hechas por el estado, por ejemplo, al completar las declaraciones de impuestos sobre la renta".

### ¿Cuántos hombres?
¿Cuantos hombres? es un experimento mental utilizado para demostrar el concepto de impuestos como robo. El experimento utiliza una serie de preguntas para plantear una diferencia entre los actos criminales y el gobierno de la mayoría. Por ejemplo, una versión pregunta: "¿Es un robo si un hombre roba un automóvil?" "¿Qué pasa si una pandilla de cinco hombres roba el auto?" "¿Qué pasa si una pandilla de diez hombres vota (permitiendo que la víctima vote también) sobre si robar el automóvil antes de robarlo?" "¿Qué pasa si cien hombres toman el auto y le devuelven una bicicleta a la víctima?" o "¿Qué pasa si doscientos hombres no solo le devuelven una bicicleta a la víctima, sino que también le compran una bicicleta a una persona pobre?" El experimento desafía a un individuo a determinar qué tan grande se requiere que sea un grupo antes de que la toma de la propiedad de un individuo se convierta en el "derecho democrático" de la mayoría.

## Respuesta
Liam Murphy y Thomas Nagel afirman que, dado que los derechos de propiedad están determinados por leyes y convenciones, de las cuales el estado forma parte integral, los impuestos estatales no pueden considerarse robos. En su libro de 2002, The Myth of Ownership: Taxes and Justice, exponen que:

... el énfasis en distribuir la carga tributaria en relación con el ingreso antes de los impuestos es un error fundamental. Los impuestos no toman de las personas lo que ya poseen. Los derechos de propiedad son el producto de un conjunto de leyes y convenios, de los cuales el sistema tributario forma una parte central, por lo que la imparcialidad de los impuestos no puede evaluarse por su impacto en los derechos preexistentes. El ingreso antes de los impuestos no tiene un significado moral independiente. Las normas de justicia deben aplicarse no a la distribución de las cargas fiscales, sino a la operación y los resultados de todo el marco de las instituciones económicas.

Otra justificación de los impuestos está contenida en la teoría del contrato social. Los defensores argumentan que el público ha permitido democráticamente a las personas acumular riqueza solo con el entendimiento de que una parte de esa riqueza se asignaría para uso público. En su opinión, acumular riqueza sin impuestos sería violar esta comprensión social. Concluyen que, dado que la infraestructura pública proporciona la base para la creación de riqueza, una parte de las ganancias económicas debería usarse para financiar disposiciones básicas que provean infraestructura y mejoren el crecimiento económico.